# Erdfallsee
Der Erdfallsee ist eines der vier großen Stillgewässer des Naturschutzgebietes Heiliges Meer – Heupen im Tecklenburger Land im nordrhein-westfälischen Kreis Steinfurt.
Er entstand am 14. April 1913 durch einen Erdfall, der sich wenig später mit Wasser füllte. Der See befindet sich anders als das benachbarte Große Heilige Meer ausschließlich auf dem Boden der Gemeinde Hopsten.

## Landschaft um den See
Der Erdfallsee liegt südwestlich der Landesstraße 504 Ibbenbüren–Hopsten und des Großen Heiligen Meeres. Umrahmt wird der Erdfallsee von Heideflächen und einigen Moortümpeln sowie kleineren älteren und neueren Erdsenken. Diese Erdsenken füllen sich teilweise je nach Tiefe periodisch mit Wasser. Die tieferen Senken sind meist ganzjährig mit Wasser gefüllt. Südlich des Erdfallsees liegt der kleinere Heideweiher. Der Heideweiher ist möglicherweise nicht durch einen Erdfall entstanden, sondern durch Sandausblasungen in der sandigen Heidelandschaft. Östlich des Naturschutzgebietes fließt die Meerbecke Richtung Hopstener Aa. Im weiteren Umkreis um den See gliedern sich Grünlandflächen in das Naturschutzgebiet ein. Neben der eigenen Schutzwürdigkeit sollen sie zusätzlich die Seen vor der Einbringung von Nährstoffen schützen.

### Landschaft vor Entstehung des Sees
Vor der Entstehung des Sees 1913 breitete sich im Bereich des späteren Sees eine Moor- und Heidelandschaft aus. Die nährstoffarmen Flächen eigneten sich zu dieser Zeit nicht zu intensiver landwirtschaftlicher Bewirtschaftung, da die Ernteerträge zu gering ausgefallen wären. So wurden sie extensiv zur Beweidung mit Schafen und zum Plaggenstich genutzt. In der Heidelandschaft standen zum Teil Birken und andere genügsame Bäume und Pflanzenarten.
Das Moor, auch Hopstener Moor genannt, schnitt die Senkungsfläche im Nordosten an und bildet heute eine kleine flache Bucht im Gegensatz zum tiefen Senkungsbecken.

## Entstehung des Sees

Erdfall im April 1913

Der sieben Hektar große und zwölf Meter tiefe See entstand am 14. April 1913 zwischen 18 und 19 Uhr durch einen Erdfall. Begleitet wurde seine Entstehung durch Wasseraustritte und Wasseranstiege in der Nähe der Einbruchstelle. So soll auf nahegelegenen Höfen Wasser in kleinen Strahlen bis zu 15 Zentimeter in die Höhe hervorgequollen sein. Der Wasserspiegel eines Hofbrunnens soll bis auf anderthalb Meter zur ebenen Erde angestiegen, am darauffolgenden Tag aber wieder gefallen sein.
Auf dem Kleinen Heiligen Meer musste ein Junge, der mit einem Kahn unterwegs war, den See verlassen, weil das Wasser um 19 Uhr zu wallen und zu brodeln begann.
Der Erdfall wurde erst am nächsten Tag entdeckt. Zunächst war der Einsturztrichter 20 Meter tief und maß im Durchmesser 120 bis 160 Meter. Durch Abbrüche und Verlandung veränderte er seine Form stetig bis zu seinem heutigen Aussehen.
Als Ursache für den Erdfall wird angenommen, dass es im tieferen Untergrund zu Auslaugungen von Salz, Kalk und Gips gekommen ist. Nachdem die Hohlräume zu groß geworden waren, brachen sie zusammen und an der Erdoberfläche sackte der Boden nach. Solche Erdabsenkungen dauern normalerweise viele Jahre, sodass nur unauffällige Erdmulden entstehen. Der ungewöhnliche plötzliche Einbruch des Erdfallsees wird auf eine Bruchlinie zurückgeführt, die mit Verwerfungen des nahen Schafberges erklärt werden.

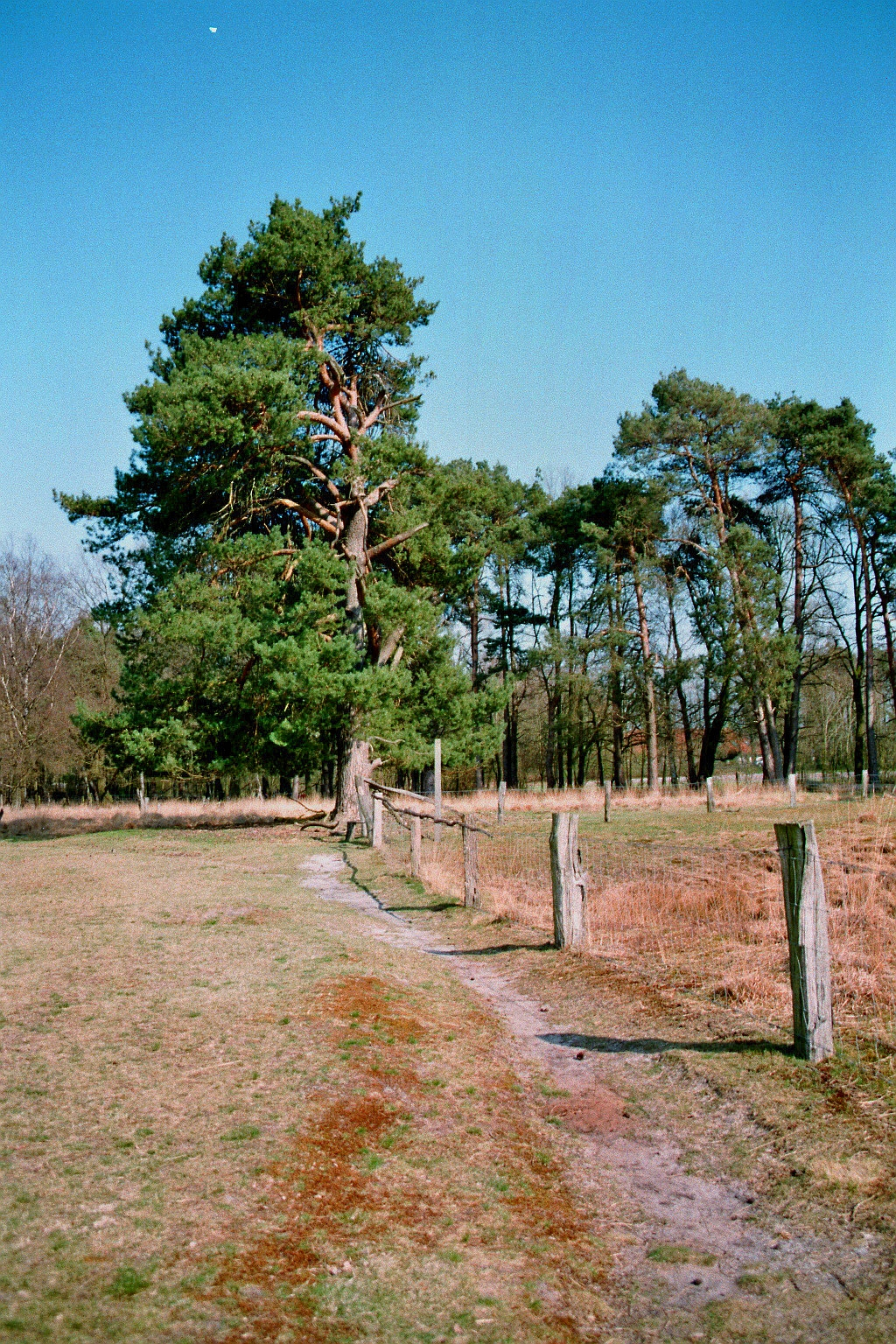
Ein Rundweg führt durch das Naturschutzgebiet bis zum östlichen Seeufer.

Der Erdfall lockte in den darauffolgenden Tagen bis zu 6000 Besucher an. Die Kleinbahn Piesberg–Rheine musste den Besucheransturm mit Sonderzügen zum nahegelegenen Bahnhof Zumwalde bewältigen. Der Eigentümer des Geländes erhob während des Besucherandranges Eintrittsgelder zur Besichtigung des Erdfalls. Später, als sich das Loch mit Wasser gefüllt hatte, ließ der Besucherandrang nach.
In den ersten Jahren nach seiner Entstehung wurde das Gewässer noch zum Badebetrieb genutzt. Im heutigen Naturschutzgebiet ist das Baden dagegen verboten. Ein Teil des dem See vorgelagerten Geländes ist aber weiterhin für Besucher zugänglich. Dort ist ein Rundweg ausgeschildert, der informative Einblicke bietet. Zum Zwecke der Besucherlenkung ist das Gebiet allerdings mit Stacheldraht eingezäunt.

## Das Gewässer
Das Wasser ist sehr kalkarm und leicht sauer, was die Artenvielfalt begünstigt. Der ursprünglich oligotrophe See hat sich im Laufe der Zeit aufgrund von Eutrophierung in ein teilweise mesotrophes Gewässer verwandelt. Neben den natürlichen Ursachen tragen auch die umliegenden Ackerflächen und die Meerbecke zu dieser Veränderung bei. Die selten gewordenen nährstoffarmen Lebensräume im und am See gehen verloren. Durch die Nährstoffeinschleppung ist der See im Naturschutzgebiet das sich am stärksten verändernde Gewässer.

### Pflanzen
Zu den schützenswertesten Pflanzen im Naturschutzgebiet gehören die oligotrophen Strandlingsgesellschaften. Die ebenfalls sehr seltene Wasser-Lobelie, die in den 1970er Jahren noch zu Tausenden im See vorkam, ist mittlerweile stark zurückgedrängt worden. Das am Rande des Sees zu findende Schilfrohr litt in den vergangenen Jahren stark unter Bisamverbiss und das Vorkommen verringerte sich stark. Das Ufer des Sees ist größtenteils als Sandbank ausgebildet. An den Uferzonen schließen sich Erlenbruchwald und Birken–Eichenmischwald an. Dort finden sich auch ausgedehnte Gagel-Gebüsche.